# Селфридж (Північна Дакота)
Селфридж (англ. Selfridge) — місто (англ. city) в США, в окрузі Сіу штату Північна Дакота. Населення — 127 осіб (2020).

## Географія
Селфридж розташований за координатами 46°2′31″ пн. ш. 100°55′27″ зх. д. / 46.04194° пн. ш. 100.92417° зх. д. (46.042002, -100.924210).  За даними Бюро перепису населення США в 2010 році місто мало площу 0,69 км², уся площа — суходіл. В 2017 році площа становила 0,76 км², уся площа — суходіл.

## Демографія
Згідно з переписом 2010 року, у місті мешкало 160 осіб у 59 домогосподарствах у складі 36 родин. Густота населення становила 232 особи/км².  Було 76 помешкань (110/км²).
Расовий склад населення:
| - 58,1 % — корінних американців - 33,1 % — білих - 1,3 % — азіатів - 0,6 % — чорних або афроамериканців |

До двох чи більше рас належало 6,9 %. Частка іспаномовних становила 2,5 % від усіх жителів.
За віковим діапазоном населення розподілялося таким чином: 31,2 % — особи молодші 18 років, 53,2 % — особи у віці 18—64 років, 15,6 % — особи у віці 65 років та старші. Медіана віку мешканця становила 34,5 року. На 100 осіб жіночої статі у місті припадало 97,5 чоловіків;  на 100 жінок у віці від 18 років та старших — 93,0 чоловіків також старших 18 років.
Середній дохід на одне домашнє господарство  становив 35 699 доларів США (медіана — 28 125), а середній дохід на одну сім'ю — 40 295 доларів (медіана — 33 750). За межею бідності перебувало 36,1 % осіб, у тому числі 40,4 % дітей у віці до 18 років та 23,3 % осіб у віці 65 років та старших.
Цивільне працевлаштоване населення становило 57 осіб. Основні галузі зайнятості: освіта, охорона здоров'я та соціальна допомога — 38,6 %, публічна адміністрація — 10,5 %, роздрібна торгівля — 8,8 %, науковці, спеціалісти, менеджери — 8,8 %.